# 豚腸結節虫
豚腸結節虫（ぶたちょうけっせつちゅう、学名：Oeophagostomum dentatum）は、ブタの盲腸、結腸に寄生する線虫の1種。感染様式は経口感染であり、体長は♂8-10mm、♀11-14mm。宿主の大腸に直径約1mmの結節を作ることがある。プレパテント・ピリオドは49日。